# Krapanj (Šibenik)
Krapanj (olaszul: Crappano) falu Horvátországban Šibenik-Knin megyében. Közigazgatásilag Šibenikhez tartozik.

## Fekvése
Šibeniktől 7 km-re délre, Dalmácia középső részén az azonos nevű szigeten fekszik. Krapanj az Adria legkisebb lakott szigete, átlagos magassága 1,25 méter, a kontinenstől való távolsága 300 méter. Alig száz évvel ezelőtt még több mint ezerötszáz lakosa volt, mellyel az Adria szigetei közül a legnagyobb népsűrűséggel rendelkezett. Ma kevesebb mint kétszáz lakosa van. A szigeten évszázados hagyományai vannak a halászatnak, búvárkodásnak és a szivacshalászatnak. Házai nagyrészt kőből épültek, melyek között a Dalmáciára jellemző kővel kirakott szűk utcák kanyarognak. Az utcák hálózatától elkülönülnek az évszázados fenyvesek és a Szent Kereszt kolostor, melyben a sziget történetét és régi életét bemutató múzeum található.

## Története
Krapanj szigete a középkorban Šibenik (Sebenico) városához tartozott, amely 1436-ban a helyi nemesnek Toma Jurićnak adta el. Az új birtokos IV. Jenő pápa engedélyével még abban az évben kápolna építésébe kezdett, majd végrendeletében a szigetet a ferences atyákra hagyta. A ferences kolostor építése 1446-ban kezdődött és 1523-ig tartott. Felszentelése 1523. május 5-én volt a Szent Kereszt tiszteletére, mely titulust valószínűleg a ferences anyaegyház titulusa után kapta. Később az épületegyüttest bővítették és késő reneszánsz stílusban építették át. Bár a sziget sohasem volt teljesen lakatlan betelepülésének fő okai a török Dalmácia elleni sorozatos támadásai voltak, melyek miatt a lakosság a biztonságosabb városokban és a szigeteken keresett védelmet. Krapanjnak már 1500-ban mintegy kétszáz háztartása volt. Vízforrások, legelők és megművelgető föld hiányában az újonnan érkezettek csakhamar rájöttek, hogy egyedül a tengertől remélhetik megélhetésüket. 1797-ben a Velencei Köztársaság megszűnésével a Habsburg Birodalom része lett. 1806-ban Napóleon csapatai foglalták el és 1813-ig francia uralom alatt állt. Napóleon bukása után ismét Habsburg uralom következett, mely az első világháború végéig tartott. 1811-ben a kolostor tantermében megnyílt a sziget első iskolája amely 1888-ig működött. A szivacshalászatot az 1700 körül Krétáról érkezett Antonio atya honosította meg a szigeten. Ettől kezdve a szivacshalászat az itt élők egyik fő megélhetési forrása lett. 1893-ban érkezett a szigetre az első nehézbúvár felszerelés és még abban az évben megalakult a szivacshalász egyesület. A falunak 1857-ben 622, 1910-ben 1122 lakosa volt. Az első világháború után rövid ideig az Olasz Királyság, ezután a Szerb-Horvát-Szlovén Királyság, majd Jugoszlávia része lett. A 20. század második felében a lakosság életének megkönnyítésére nagy infrastrukturális fejlesztések történtek. 1959-ben bevezették az elektromos áramot, 1964-ben a vizet, 1967 és 1972 között pedig az utakat aszfaltozták. Lakossága halászatból, állattartásból és a turizmusból élt. 2011-ben 170 lakosa volt.

## Lakosság

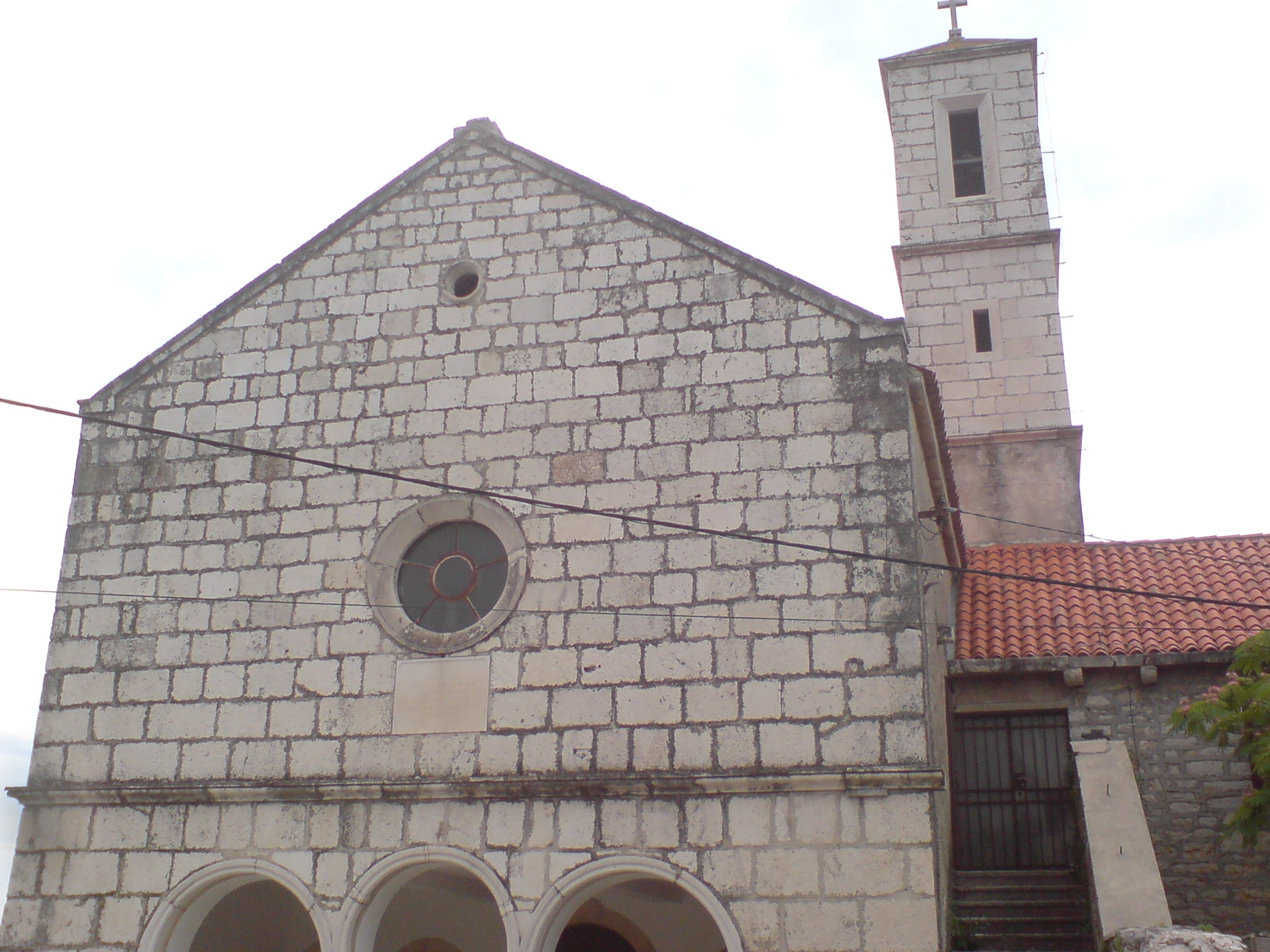
A római katolikus templom

| Lakosság változása | Lakosság változása | Lakosság változása | Lakosság változása | Lakosság változása | Lakosság változása | Lakosság változása | Lakosság változása | Lakosság változása | Lakosság változása | Lakosság változása | Lakosság változása | Lakosság változása | Lakosság változása | Lakosság változása | Lakosság változása |
| ------------------ | ------------------ | ------------------ | ------------------ | ------------------ | ------------------ | ------------------ | ------------------ | ------------------ | ------------------ | ------------------ | ------------------ | ------------------ | ------------------ | ------------------ | ------------------ |
| 1857               | 1869               | 1880               | 1890               | 1900               | 1910               | 1921               | 1931               | 1948               | 1953               | 1961               | 1971               | 1981               | 1991               | 2001               | 2011               |
| 622                | 1.121              | 800                | 779                | 995                | 1.122              | 1.360              | 1.471              | 1.364              | 1.400              | 1.247              | 1.067              | 263                | 362                | 237                | 170                |

## Nevezetességei
- Szent Kereszt tiszteletére szentelt kolostora[5] 1446 és 1523 között épült. Később bővítették és késő reneszánsz stílusban építették át. A kolostor templomának eredetileg három oltára volt. A főoltár képe, mely Szent Ilonát és Szent Ferencet ábrázolja (ismeretlen mester alkotása), a Szűz Mária oltár képe Máriával és Jézussal (sienai iskola), valamint a Szent Kereszt oltár egy a Szentföldről hozott olajfából faragott feszülettel.[2] A lakosság megnövekedése miatt 1937-ben Vladislav Brusić atya román stílusban bővíttette, melynek során hosszúsága 12 méterről 32 méterre, szélessége 5,82 méterről 8, 45 méterre nőtt.[2] Egy új oltárt is építtetett Szent Antal tiszteletére. A Szent Kereszt oltár mellett látható freskó Szűz Máriát, Szent Antalt és Szent Sebestyént ábrázolja, ismeretlen festő alkotása a 18. századból. Szent Tavelics Miklós képét a kolostor egyik lakója Ambroz Testen atya festette. A kolostor épületét 1626-ban bővítették és többször is átépítették. Északi oldalán áll a templom, másik három oldalán a lakórészek vannak elhelyezve középen a kerengővel és a kúttal. A kerengő vaskos oszlopai díszítetlenek. A kolostor legreprezentatívabb része az ebédlő, melynek Utolsó vacsora képét Francesco da Santa Croce festette a 16. század második felében. A kép ma is eredeti állapotában van. Rajta kívül még hat értékes festményt őriz, melyek a 15. és 18. század között készültek. Egy fából faragott ülőhely a templomból származik. A kolostor könyvtára 23 különösen nagy értéket képviselő ősnyomtatványt is őriz.[2] Az épületben működő múzeumban a liturgikus tárgyakból álló kincstár mellett a víz alatti régészet leleteiből álló kiállítás tekinthető meg.
- A Krapanj melletti Drvenik-szigettől nyugatra, a tengerparttól körülbelül 50 méterre, 25–40 m mélységben a homokban egy nagy vashorgonyt és öt vaságyút találtak. A hajó rakományának különféle darabjai is megtalálhatók. A hajó szerkezetének egyes részeit szintén megtalálták. A hajó a 16. – 17. században szenvedett hajótörést.[6]
- Oblik-sziget és a Mala Krbela-sziget között, Krapanj-szigettől délnyugatra mintegy 1,5 tengeri mérföldre, 18 m mélységben, sík, fűvel borított fenéken egy hajótörés maradványai találhatók. A lelőhely egy nagy görög-olasz típusú amfóralelőhely volt. A hajótörés az i. e. 2. és az i. e. 1. század körül történt. A homok alatt a hajó szerkezetének még mindig jó állapotban megmaradt maradványai vannak a rakomány kis részével.[7]

## Fordítás
Ez a szócikk részben vagy egészben  a   Krapanj című horvát Wikipédia-szócikk ezen változatának fordításán alapul.  Az eredeti cikk szerkesztőit annak laptörténete sorolja fel. Ez a jelzés csupán a megfogalmazás eredetét és a szerzői jogokat jelzi, nem szolgál a cikkben szereplő információk forrásmegjelöléseként.